# 1251年
| 千纪： | 2千纪 |
| 世纪： | 12世纪 \| 13世纪 \| 14世纪                                                                                 |
| 年代： | 1220年代 \| 1230年代 \| 1240年代 \| 1250年代 \| 1260年代 \| 1270年代 \| 1280年代                           |
| 年份： | 1246年 \| 1247年 \| 1248年 \| 1249年 \| 1250年 \| 1251年 \| 1252年 \| 1253年 \| 1254年 \| 1255年 \| 1256年 |
| 纪年： | 辛亥年（猪年）；大理道隆十三年；蒙古宪宗元年；南宋淳祐十一年；越南天應政平二十年；日本建長三年             |

## 大事记
- 7月1日——蒙哥成为第四任大蒙古国皇帝（蒙古帝国大汗），后追尊为元宪宗，追尊父親拖雷為皇帝，並上廟號睿宗和諡號英武皇帝。
- 蒙哥继任蒙古大汗，任忽必烈总领漠南汉地军国庶务，忽必烈在金莲川（今河北省张家口市坝上沽源县丰源店乡老掌沟村）设立金蓮川幕府。
- 大理國皇帝段祥興駕崩，傳位給他的兒子段興智。
- 亚历山大·涅夫斯基签署基辅罗斯与挪威之间的和约。
- 高丽大藏经刻成。
- 日本鎌倉幕府第五代征夷大將軍藤原賴嗣因謀反之名而退位。
- 12月26日——苏格兰国王亚历山大三世与英格兰国王亨利三世的女儿结婚。

## 出生
- 北条时宗，日本幕府执权（逝世于1284年，33岁）

## 逝世
- 薩迦·班智達·貢噶堅贊，藏传佛教萨迦派教祖（出生于1182年，69岁）
- 段祥興，大理國皇帝，段智祥之子。